# Alhama Club de Fútbol
El Alhama Club de Fútbol, conocido como Alhama CF ElPozo o Alhama ElPozo por motivos de patrocinio y como Alhama Féminas, es un club de fútbol femenino de la ciudad española de Alhama, en la Región de Murcia. Fundado en 2004, actualmente juega en la Liga F.

## Temporada a temporada
| Temporada | División | Posición | Copa de la Reina |
| --------- | -------- | -------- | ---------------- |
|           | Regional |          |                  |
| 2014-15   | 2ª       | 11º      |                  |
| 2015-16   | 2ª       | 11º      |                  |
| 2016-17   | 2ª       | 9º       |                  |
| 2017-18   | 2ª       | 4º       |                  |
| 2018-19   | 2ª       | 2º       |                  |
| 2019-20   | 2ª       | 6º       |                  |
| 2020-21   | 2ª       | 3º       |                  |
| 2021-22   | 2ª       | 1º       | Octavos          |
| 2022-23   | 1ª       | 15º      | Semifinales      |

- 1 temporada en Primera División.
- 8 temporadas en Segunda División.
- En la temporada 2021-22, debutó en la Copa de la Reina.

## Uniforme
- Uniforme titular: Camiseta azul royal, pantalón blanco y medias azul royal.
- Uniforme alternativo: Camiseta naranja, pantalón blanco y medias naranjas.

## Estadio
El Alhama Club de Fútbol juega en el "José Kubala", campo de fútbol municipal de Alhama de Murcia, que tiene una capacidad para 1 500 personas. A partir de 2025, jugará temporalmente en el Estadio Francisco Artés Carrasco, con capacidad para 8 400 personas, debido a las nuevas regulaciones de la Liga F.

## Otras secciones y filiales
El Alhama CF "B" es el primer equipo filial del Alhama CF. Juega en la Preferente Autonómica Femenina de la Región de Murcia.